# دیوانه (فیلم ۲۰۰۷)
دیوانه (انگلیسی: Crazy) فیلمی در ژانر زندگینامه‌ای و موزیکال است که در سال ۲۰۰۷ منتشر شد.